# Heinrich Schwemmer
Heinrich Schwemmer   (Volkach, 28 de març de 1621 - Nuremberg, 26 de maig de 1696 (Julià)) fou un compositor i professor de música alemany.
Va néixer a Gumpertshausen bei Hallburg, la Baixa Franconia i es va traslladar amb la seva mare a Weimar després de la mort del seu pare el 1627, per allunyar-se de la guerra dels trenta anys. Després de la mort de la seva mare el 1638, es va traslladar a Coburg, després el 1641 a Nuremberg, on va romandre la resta de la seva vida. Va estudiar música amb Kindermann a la Sebaldusschule, i el 1650 es va convertir en un mestre, efectivament un Kantor sense el títol; des del 1656 fou director chori musici juntament amb Paul Hainlein. Juntament amb Georg Caspar Wecker, va ensenyar a una generació de músics en la tradició de l'escola sud-alemanya, inclosos Nikolaus Deinl, Johann Krieger, Johann Löhner, Johann Pachelbel, J. B. Schütz i Maximilian Zeidler. Schwemmer ensenyava cantar, mentre que Wecker donava instruccions en la composició de teclat i composició.
Totes les seves composicions conegudes, de les quals hi ha un nombre considerable en manuscrit, són obres vocals: sobretot cançons estròfiques sagrades per a casaments i funerals, amb algunes cantates i concerts de corals. Va ser mestre de l'estil vocal del concertato.